# Le Chalon
Le Chalon település Franciaországban, Drôme megyében. Lakosainak száma 200 fő (2022. január 1.). Le Chalon Arthémonay, Crépol, Geyssans, Saint-Laurent-d’Onay és Saint-Michel-sur-Savasse községekkel határos.

## Népesség
A település népességének változása:
| Lakosok száma | 138  | 132  | 147  | 160  | 214  | 213  | 211  | 211  | 203  | 200  |
|               | 1968 | 1982 | 1990 | 2006 | 2013 | 2015 | 2017 | 2019 | 2020 | 2022 |